# Lactocoque
Lactococcus
Genre
Les lactocoques (le genre Lactococcus) sont des bactéries à gram positif, anaérobie facultatif, de la famille des Streptococcaceae.

## Caractéristiques générales
Les lactocoques sont des bactéries lactiques,
- mésophiles,
- à gram positif,
- sans activité catalase,
- non mobiles et
- se présentant sous forme de coques, de 0,5 à 1 μm.

Le contenu du génomes en G+C varie de 34 % à 43 %. Elles s'organisent en paires ou chaînettes.
L'espèce type est Lactococcus lactis (Lister) Schleifer et al. 1986.
Les Lactococci métabolisent les hexoses en acide lactique (L+) par la voie homofermentaire. Ce caractère peut servir à distinguer les lactocoques des deux autres genres de bactéries lactiques, les leuconostoques et les pédiocoques.
| Discrimination entre lactococci, pediococci et leuconostocs d'après Dworkin |                                          |
| Genre                                                                       | Produit de la fermentation du glucose    |
| Lactococcus                                                                 | acide lactique L(+)                      |
| Leuconostoc                                                                 | acide lactique D(-), CO2, acide, éthanol |
| Pediococcus                                                                 | acide lactique DL                        |

Étymologie : le terme de Lactococcus a été créé à partir du latin lac, lactis « lait » et coccus latin dérivé du grec kokkos κοκκος « graine »

## Écologie
L'habitat principal des lactocoques est formé par diverses niches de l'environnement de la production laitière et fromagère. On les trouve en grande quantité dans le lait cru, les laits fermentés ou des fromages soit parce qu’ils y ont été ajoutés comme levain soit parce qu'ils ont été fabriqués à partir de laits crus à des températures favorables à leur développement.
Dans la nature, on les trouve sur les végétaux et les animaux.

## Espèces du genreLactococcus
D'après LPSN, la liste des genres est :
- Lactococcus chungangens
- Lactococcus fujiensis
- Lactococcus garvieae
- Lactococcus lactis
- Lactococcus piscium
- Lactococcus plantarum
- Lactococcus raffinolactis
- Lactococcus taiwanensis

## Utilisations
Les lactocoques font partie des bactéries lactiques (BL) largement utilisées dans l’industrie alimentaire comme souches fermentaires (levain, « starter ») dans la production des fromages, des laits fermentés, de la caséine. Ces bactéries ont un rôle dans la production du caillé (prise en masse du lait par acidification due à la fermentation du lactose en acide lactique) servant à la fabrication du fromage. Lactococcus lactis est abondant dans les fromages à pâte molle et à pâte pressée non cuite.
Grâce à leurs équipements enzymatiques, elles participent à la protéolyse de la caséine en acide aminé précurseur de nombreuses molécules aromatiques. Par l'action des enzymes protéolytiques, ce sont des agents majeurs de la protéolyse dans les fromages à pâte pressée non cuite type cheddar, gouda ou saint-paulin. Les lactocoques libèrent ainsi des peptides courts et des acides aminés libres.

Certaines sont étudiées pour leurs capacités biopréservatrices, c'est-à-dire qu'elles peuvent inhiber le développement de bactéries pathogènes dans les aliments. Par exemple, Lactococcus lactis , ou Lactococcus garvieae ,, peuvent inhiber la croissance mais aussi fortement affecter le métabolisme et la virulence du staphylocoque doré. 
Lactococcus garvieae est responsable de la streptococcose d'eau chaude, ou lactococcose, chez les poissons d'élevage notamment la truite arc-en-ciel.
Le genre Lactococcus, relativement récent, incorpore des espèces auparavant classées dans les genres Streptococcus.